# Fumetti degli X-Men (UItimate Marvel)
Di seguito sono elencati i fumetti dedicati alla versione Ultimate degli X-Men della Marvel Comics.
Oltre a comparire in diverse occasioni nelle altre serie regolari della linea editoriale Ultimate, i personaggi hanno avuto ruolo di rilievo anche in altre pubblicazioni Ultimate tra le quali:
- La Trilogia di Gah Lak Tus
- Potere Supremo
- Ultimate Origins
- Ultimatum
- Ultimate Fallout
- Cataclysm: The Ultimates' Last Stand

| Nr. | Data           | Titolo                              | Titolo                              | Titolo italiano              | Titolo italiano              | Sceneggiatura        | Disegni                            | Chine                                           | Colori                           | Copertina          | Prima edizione italiana                       | Data italiana  |
| --- | -------------- | ----------------------------------- | ----------------------------------- | ---------------------------- | ---------------------------- | -------------------- | ---------------------------------- | ----------------------------------------------- | -------------------------------- | ------------------ | --------------------------------------------- | -------------- |
| 1   | Dicembre 2000  | The Tomorrow People                 | The Tomorrow People                 | Gente di domani              | Gente di domani              | Mark Millar          | Adam Kubert                        | Arthur Thibert                                  | Richard Isanove                  | Joe Quesada        | Ultimate X-Men 1 (Panini Comics)              | Giugno 2001    |
| 2   | Gennaio 2001   | The Tomorrow People                 | The Enemy Within                    | Gente di domani              | Il nemico tra di noi         | Mark Millar          | Adam Kubert                        | Arthur Thibert                                  | Richard Isanove                  | Adam Kubert        | Ultimate X-Men 2 (Panini Comics)              | Agosto 2001    |
| 3   | Febbraio 2001  | The Tomorrow People                 | Warzone                             | Gente di domani              | Zona di guerra               | Mark Millar          | Adam Kubert                        | Arthur Thibert                                  | Avalon Studios                   | Adam Kubert        | Ultimate X-Men 2 (Panini Comics)              | Agosto 2001    |
| 4   | Aprile 2001    | The Tomorrow People                 | Betrayal                            | Gente di domani              | Tradimento                   | Mark Millar          | Adam Kubert                        | Arthur Thibert                                  | Richard Isanove                  | Adam Kubert        | Ultimate X-Men 3 (Panini Comics)              | Ottobre 2001   |
| 5   | Aprile 2001    | The Tomorrow People                 | Killing Fields                      | Gente di domani              | Campi di sterminio           | Mark Millar          | Andy Kubert                        | Danny Miki e Joe Weems                          | Richard Isanove                  | Andy Kubert        | Ultimate X-Men 3 (Panini Comics)              | Ottobre 2001   |
| 6   | Maggio 2001    | The Tomorrow People                 | Invasion                            | Gente di domani              | Invasione                    | Mark Millar          | Andy Kubert                        | Danny Miki                                      | Richard Isanove                  | Adam Kubert        | Ultimate X-Men 4 (Panini Comics)              | Dicembre 2001  |
| 7   | Giugno 2001    | Return To Weapon X                  | Return To Weapon X                  | Ritorno ad Arma X            | Ritorno ad Arma X            | Mark Millar          | Adam Kubert                        | Arthur Thibert                                  | Richard Isanove                  | Adam Kubert        | Ultimate X-Men 4 (Panini Comics)              | Dicembre 2001  |
| 8   | Agosto 2001    | Return To Weapon X                  | First Strike                        | Ritorno ad Arma X            | Primo attacco                | Mark Millar          | Adam Kubert                        | Arthur Thibert                                  | Jung Choi                        | Andy Kubert        | Ultimate X-Men 5 (Panini Comics)              | Febbraio 2002  |
| 9   | Settembre 2001 | Return To Weapon X                  | No Safe Haven                       | Ritorno ad Arma X            | Nessun rifugio sicuro        | Mark Millar          | Tom Raney                          | Scott Hanna                                     | Transparency Digital             | Tom Raney          | Ultimate X-Men 5 (Panini Comics)              | Febbraio 2002  |
| 10  | Ottobre 2001   | Return To Weapon X                  | In the Heart of Darkness            | Ritorno ad Arma X            | Nel cuore di tenebra         | Mark Millar          | Adam Kubert                        | Art Thibert                                     | Transparency Digital             | Adam Kubert        | Ultimate X-Men 6 (Panini Comics)              | Aprile 2002    |
| 11  | Novembre 2001  | Return To Weapon X                  | Sins of the Past                    | Ritorno ad Arma X            | Peccati del passato          | Mark Millar          | Adam Kubert                        | Art Thibert e Joe Kubert                        | Dave Stewart                     | Adam Kubert        | Ultimate X-Men 6 (Panini Comics)              | Aprile 2002    |
| ½   | Novembre 2001  | Burial Service                      | Burial Service                      | Servizio funebre             | Servizio funebre             | Geoff Johns          | Aaron Lopresti                     | Danny Miki                                      | Hi-Fi                            | Aaron Lopresti     | Ultimate Spider-Man/X-Men 1/2 (Panini Comics) | Giugno 2003    |
| 12  | Dicembre 2001  | Return To Weapon X                  | End Game                            | Ritorno ad Arma X            | Gioco finale                 | Mark Millar          | Adam Kubert e Tom Derenick         | Scott Hanna, Danny Miki e Lary Stucker          | Richard Isanove                  | Adam Kubert        | Ultimate X-Men 7 (Panini Comics)              | Giugno 2002    |
| 13  | Dicembre 2001  | You Always Remember Your First Love | Thief In The Night                  | Un ladro nella notte         | Un ladro nella notte         | Chuck Austen         | Esad Ribić                         | John Livesay                                    | Jonathan D. Smith                | Adam Kubert        | Ultimate X-Men 7 (Panini Comics)              | Giugno 2002    |
| 14  | Febbraio 2002  | You Always Remember Your First Love | Wild Card                           | L'asso nella manica          | L'asso nella manica          | Chuck Austen         | Esad Ribić                         | John Livesay                                    | Jonathan D. Smith                | Adam Kubert        | Ultimate X-Men 8 (Panini Comics)              | Agosto 2002    |
| 15  | Febbraio 2002  | It Doesn't have to be this Way      | It Doesn't have to be this Way      | Un mondo diverso è possibile | Un mondo diverso è possibile | Mark Millar          | Adam Kubert                        | Danny Miki                                      | Dave Stewart e Jonathan D. Smith | Adam Kubert        | Ultimate X-Men 8 (Panini Comics)              | Agosto 2002    |
| 16  | Marzo 2002     | World Tour                          | World Tour                          | World Tour                   | World Tour                   | Mark Millar          | Adam Kubert                        | Danny Miki                                      | Dave Stewart                     | Adam Kubert        | Ultimate X-Men 9 (Panini Comics)              | Ottobre 2002   |
| 17  | Maggio 2002    | World Tour                          | World Tour                          | World Tour                   | World Tour                   | Mark Millar          | Adam Kubert                        | Danny Miki                                      | J.D. Smith                       | Adam Kubert        | Ultimate X-Men 9 (Panini Comics)              | Ottobre 2002   |
| 18  | Maggio 2002    | World Tour                          | World Tour                          | World Tour                   | World Tour                   | Mark Millar          | Chris Bachalo                      | Chris Bachalo                                   | Dave Stewart                     | Adam Kubert        | Ultimate X-Men 10 (Panini Comics)             | Dicembre 2002  |
| 19  | Giugno 2002    | World Tour                          | World Tour                          | World Tour                   | World Tour                   | Mark Millar          | Chris Bachalo                      | Chris Bachalo                                   | Dave Stewart                     | Adam Kubert        | Ultimate X-Men 10 (Panini Comics)             | Dicembre 2002  |
| 20  | Luglio 2002    | Resignation                         | Resignation                         | Abbandono                    | Abbandono                    | Mark Millar          | Adam Kubert                        | Danny Miki                                      | Dave Stewart                     | Adam Kubert        | Ultimate X-Men 11 (Panini Comics)             | Febbraio 2003  |
| 21  | Agosto 2002    | Hellfire and Brimstone              | Hellfire and Brimstone              | Le fiamme dell'inferno       | Le fiamme dell'inferno       | Mark Millar          | Adam Kubert                        | Danny Miki                                      | Dave Stewart                     | Adam Kubert        | Ultimate X-Men 11 (Panini Comics)             | Febbraio 2003  |
| 22  | Ottobre 2002   | Hellfire and Brimstone              | Hellfire and Brimstone              | Le fiamme dell'inferno       | Le fiamme dell'inferno       | Mark Millar          | Adam Kubert                        | Danny Miki                                      | Dave Stewart                     | Adam Kubert        | Ultimate X-Men 12 (Panini Comics)             | Aprile 2003    |
| 23  | Ottobre 2002   | Hellfire and Brimstone              | Hellfire and Brimstone              | Le fiamme dell'inferno       | Le fiamme dell'inferno       | Mark Millar          | Kaare Andrews e Rusty Beach        | Kaare Andrews e Rusty Beach                     | Dave McCaig e Chris Sotomayor    | Adam Kubert        | Ultimate X-Men 12 (Panini Comics)             | Aprile 2003    |
| 24  | Novembre 2002  | Hellfire and Brimstone              | Hellfire and Brimstone              | Le fiamme dell'inferno       | Le fiamme dell'inferno       | Mark Millar          | Kaare Andrews                      | Kaare Andrews                                   | Dave McCaig                      | Adam Kubert        | Ultimate X-Men 13 (Panini Comics)             | Giugno 2003    |
| 25  | Novembre 2002  | Hellfire and Brimstone              | Hellfire and Brimstone              | Le fiamme dell'inferno       | Le fiamme dell'inferno       | Mark Millar          | Adam Kubert                        | Danny Miki                                      | Chris Sotomayor                  | Adam Kubert        | Ultimate X-Men 13 (Panini Comics)             | Giugno 2003    |
| 26  | Dicembre 2002  | Return of the King                  | Prelude                             | Il ritorno del re, preludio  | Il ritorno del re, preludio  | Mark Millar          | Ben Lai                            | Ray Lai                                         | Dave Stewart                     | Adam Kubert        | Ultimate X-Men 14 (Panini Comics)             | Agosto 2003    |
| 27  | Gennaio 2003   | Return of the King                  | Magneto Triumphant                  | Il ritorno del re            | Il ritorno del re            | Mark Millar          | David Finch                        | Art Thibert                                     | Dave Stewart                     | Adam Kubert        | Ultimate X-Men 14 (Panini Comics)             | Agosto 2003    |
| 28  | Febbraio 2003  | Return of the King                  | Return of the King                  | Il ritorno del re            | Il ritorno del re            | Mark Millar          | David Finch                        | Art Thibert                                     | Dave Stewart                     | David Finch        | Ultimate X-Men 15 (Panini Comics)             | Ottobre 2003   |
| 29  | Febbraio 2003  | Return of the King                  | Return of the King                  | Il ritorno del re            | Il ritorno del re            | Mark Millar          | Adam Kubert                        | Danny Miki                                      | Dave Stewart                     | David Finch        | Ultimate X-Men 15 (Panini Comics)             | Ottobre 2003   |
| 30  | Marzo 2003     | Return of the King                  | Return of the King                  | Il ritorno del re            | Il ritorno del re            | Mark Millar          | David Finch                        | Art Thibert                                     | Chris Sotomayor                  | Adam Kubert        | Ultimate X-Men 16 (Panini Comics)             | Dicembre 2003  |
| 31  | Aprile 2003    | Return of the King                  | Return of the King                  | Il ritorno del re            | Il ritorno del re            | Mark Millar          | Adam Kubert                        | Danny Miki                                      | Dave Stewart                     | Adam Kubert        | Ultimate X-Men 16 (Panini Comics)             | Dicembre 2003  |
| 32  | Aprile 2003    | Return of the King                  | Return of the King                  | Il ritorno del re            | Il ritorno del re            | Mark Millar          | Adam Kubert                        | Danny Miki                                      | Dave Stewart                     | Adam Kubert        | Ultimate X-Men 17 (Panini Comics)             | Febbraio 2004  |
| 33  | Maggio 2003    | Return of the King                  | Return of the King                  | Il ritorno del re            | Il ritorno del re            | Mark Millar          | Adam Kubert                        | Danny Miki                                      | Dave Stewart                     | Adam Kubert        | Ultimate X-Men 17 (Panini Comics)             | Febbraio 2004  |
| 34  | Giugno 2003    | Blockbuster                         | Blockbuster                         | Blockbuster                  | Blockbuster                  | Brian Michael Bendis | David Finch                        | Art Thibert                                     | Dave Stewart                     | David Finch        | Ultimate X-Men 18 (Panini Comics)             | Aprile 2004    |
| 35  | Luglio 2003    | Blockbuster                         | Blockbuster                         | Blockbuster                  | Blockbuster                  | Brian Michael Bendis | David Finch                        | Art Thibert                                     | Dave Stewart                     | David Finch        | Ultimate X-Men 18 (Panini Comics)             | Aprile 2004    |
| 36  | Agosto 2003    | Blockbuster                         | Blockbuster                         | Blockbuster                  | Blockbuster                  | Brian Michael Bendis | David Finch                        | Art Thibert                                     | Dave Stewart                     | David Finch        | Ultimate X-Men 19 (Panini Comics)             | Giugno 2004    |
| 37  | Settembre 2003 | Blockbuster                         | Blockbuster                         | Blockbuster                  | Blockbuster                  | Brian Michael Bendis | David Finch                        | Art Thibert                                     | Dave Stewart                     | David Finch        | Ultimate X-Men 19 (Panini Comics)             | Giugno 2004    |
| 38  | Ottobre 2003   | Blockbuster                         | Blockbuster                         | Blockbuster                  | Blockbuster                  | Brian Michael Bendis | David Finch                        | Art Thibert                                     | Dave Stewart                     | David Finch        | Ultimate X-Men 20 (Panini Comics)             | Agosto 2004    |
| 39  | Novembre 2003  | Blockbuster                         | Blockbuster                         | Blockbuster                  | Blockbuster                  | Brian Michael Bendis | David Finch                        | Art Thibert                                     | Dave Stewart                     | David Finch        | Ultimate X-Men 20 (Panini Comics)             | Agosto 2004    |
| 40  | Dicembre 2003  | New Mutants                         | New Mutants                         | Nuovi Mutanti                | Nuovi Mutanti                | Brian Michael Bendis | David Finch                        | Art Thibert                                     | Frank D'Armata e Morry Hollowell | David Finch        | Ultimate X-Men 21 (Panini Comics)             | Ottobre 2004   |
| 41  | Gennaio 2004   | New Mutants                         | New Mutants                         | Nuovi Mutanti                | Nuovi Mutanti                | Brian Michael Bendis | David Finch                        | Art Thibert                                     | Frank D'Armata                   | David Finch        | Ultimate X-Men 21 (Panini Comics)             | Ottobre 2004   |
| 42  | Febbraio 2004  | New Mutants                         | New Mutants                         | Nuovi Mutanti                | Nuovi Mutanti                | Brian Michael Bendis | David Finch                        | Art Thibert                                     | Frank D'Armata                   | David Finch        | Ultimate X-Men 22 (Panini Comics)             | Dicembre 2004  |
| 43  | Marzo 2004     | New Mutants                         | New Mutants                         | Nuovi Mutanti                | Nuovi Mutanti                | Brian Michael Bendis | David Finch                        | Art Thibert                                     | Frank D'Armata                   | David Finch        | Ultimate X-Men 22 (Panini Comics)             | Dicembre 2004  |
| 44  | Aprile 2004    | New Mutants                         | New Mutants                         | Nuovi Mutanti                | Nuovi Mutanti                | Brian Michael Bendis | David Finch                        | Danny Miki                                      | Frank D'Armata                   | David Finch        | Ultimate X-Men 23 (Panini Comics)             | Febbraio 2005  |
| 45  | Maggio 2004    | New Mutants                         | New Mutants                         | Nuovi Mutanti                | Nuovi Mutanti                | Brian Michael Bendis | David Finch                        | John Dell, Danny Miki e Jon Sibal               | Frank D'Armata e Justin Ponsor   | David Finch        | Ultimate X-Men 23 (Panini Comics)             | Febbraio 2005  |
| 46  | Maggio 2004    | The Tempest                         | The Tempest                         | La tempesta                  | La tempesta                  | Brian K. Vaughan     | Brandon Peterson                   | Brandon Peterson                                | Justin Ponsor                    | Brandon Peterson   | Ultimate X-Men 24 (Panini Comics)             | Giugno 2005    |
| 47  | Giugno 2004    | The Tempest                         | The Tempest                         | La tempesta                  | La tempesta                  | Brian K. Vaughan     | Brandon Peterson                   | Brandon Peterson                                | Justin Ponsor                    | Brandon Peterson   | Ultimate X-Men 24 (Panini Comics)             | Giugno 2005    |
| 48  | Giugno 2004    | The Tempest                         | The Tempest                         | La tempesta                  | La tempesta                  | Brian K. Vaughan     | Brandon Peterson                   | Brandon Peterson                                | Justin Ponsor                    | Brandon Peterson   | Ultimate X-Men 25 (Panini Comics)             | Giugno 2005    |
| 49  | Luglio 2004    | The Tempest                         | The Tempest                         | La tempesta                  | La tempesta                  | Brian K. Vaughan     | Brandon Peterson                   | Brandon Peterson                                | Justin Ponsor                    | Brandon Peterson   | Ultimate X-Men 25 (Panini Comics)             | Giugno 2005    |
| 50  | Agosto 2004    | Cry Wolf                            | Cry Wolf                            | Al lupo!                     | Al lupo!                     | Brian K. Vaughan     | Andy Kubert                        | Danny Miki                                      | Justin Ponsor                    | Andy Kubert        | Ultimate X-Men 26 (Panini Comics)             | Agosto 2005    |
| 51  | Settembre 2004 | Cry Wolf                            | Cry Wolf                            | Al lupo!                     | Al lupo!                     | Brian K. Vaughan     | Andy Kubert                        | Danny Miki e John Dell                          | Justin Ponsor                    | Andy Kubert        | Ultimate X-Men 26 (Panini Comics)             | Agosto 2005    |
| 52  | Ottobre 2004   | Cry Wolf                            | Cry Wolf                            | Al lupo!                     | Al lupo!                     | Brian K. Vaughan     | Andy Kubert                        | Danny Miki                                      | Justin Ponsor                    | Andy Kubert        | Ultimate X-Men 27 (Panini Comics)             | Ottobre 2005   |
| 53  | Novembre 2004  | Cry Wolf: Conclusion                | Cry Wolf: Conclusion                | Al lupo!                     | Al lupo!                     | Brian K. Vaughan     | Andy Kubert                        | Danny Miki                                      | Justin Ponsor                    | Andy Kubert        | Ultimate X-Men 27 (Panini Comics)             | Ottobre 2005   |
| 54  | Gennaio 2005   | The Most Dangerous Game             | The Most Dangerous Game             | La preda più pericolosa      | La preda più pericolosa      | Brian K. Vaughan     | Stuart Immonen                     | Wade von Grawbadger e Scott Koblish             | Justin Ponsor                    | Stuart Immonen     | Ultimate X-Men 28 (Panini Comics)             | Dicembre 2005  |
| 55  | Gennaio 2005   | The Most Dangerous Game             | The Most Dangerous Game             | La preda più pericolosa      | La preda più pericolosa      | Brian K. Vaughan     | Stuart Immonen                     | Wade von Grawbadger                             | Justin Ponsor e Frank D'Armata   | Stuart Immonen     | Ultimate X-Men 28 (Panini Comics)             | Dicembre 2005  |
| 56  | Febbraio 2005  | The Most Dangerous Game             | The Most Dangerous Game             | La preda più pericolosa      | La preda più pericolosa      | Brian K. Vaughan     | Stuart Immonen                     | Wade von Grawbadger                             | Justin Ponsor                    | Stuart Immonen     | Ultimate X-Men 29 (Panini Comics)             | Gennaio 2006   |
| 57  | Marzo 2005     | The Most Dangerous Game: Conclusion | The Most Dangerous Game: Conclusion | La preda più pericolosa      | La preda più pericolosa      | Brian K. Vaughan     | Stuart Immonen                     | Wade von Grawbadger                             | Justin Ponsor                    | Stuart Immonen     | Ultimate X-Men 29 (Panini Comics)             | Gennaio 2006   |
| 58  | Aprile 2005    | A Hard Lesson                       | A Hard Lesson                       | Una dura lezione             | Una dura lezione             | Brian K. Vaughan     | Steve Dillon                       | Steve Dillon                                    | Paul Mounts                      | Stuart Immonen     | Ultimate X-Men 31 (Panini Comics)             | Marzo 2006     |
| 59  | Maggio 2005    | Shock and Awe                       | Shock and Awe                       | A ferro e fuoco              | A ferro e fuoco              | Brian K. Vaughan     | Stuart Immonen                     | Wade von Grawbadger                             | Justin Ponsor                    | Stuart Immonen     | Ultimate X-Men 31 (Panini Comics)             | Marzo 2006     |
| 60  | Giugno 2005    | Shock and Awe                       | Shock and Awe                       | A ferro e fuoco              | A ferro e fuoco              | Brian K. Vaughan     | Stuart Immonen                     | Wade von Grawbadger                             | Justin Ponsor                    | Stuart Immonen     | Ultimate X-Men 32 (Panini Comics)             | Maggio 2006    |
| 61  | Luglio 2005    | Magnetic North                      | Magnetic North                      | Campo magnetico              | Campo magnetico              | Brian K. Vaughan     | Stuart Immonen                     | Wade von Grawbadger                             | Paul Mounts                      | Stuart Immonen     | Ultimate X-Men 32 (Panini Comics)             | Maggio 2006    |
| 62  | Agosto 2005    | Magnetic North                      | Magnetic North                      | Campo magnetico              | Campo magnetico              | Brian K. Vaughan     | Stuart Immonen                     | Wade von Grawbadger                             | Justin Ponsor                    | Stuart Immonen     | Ultimate X-Men 33 (Panini Comics)             | Luglio 2006    |
| 63  | Settembre 2005 | Magnetic North                      | Magnetic North                      | Campo magnetico              | Campo magnetico              | Brian K. Vaughan     | Stuart Immonen                     | Wade von Grawbadger                             | Justin Ponsor                    | Stuart Immonen     | Ultimate X-Men 33 (Panini Comics)             | Luglio 2006    |
| 64  | Ottobre 2005   | Magnetic North                      | Magnetic North                      | Campo magnetico              | Campo magnetico              | Brian K. Vaughan     | Stuart Immonen                     | Wade von Grawbadger                             | Justin Ponsor                    | Stuart Immonen     | Ultimate X-Men 34 (Panini Comics)             | Settembre 2006 |
| 65  | Novembre 2005  | Magnetic North: The End             | Magnetic North: The End             | Campo magnetico              | Campo magnetico              | Brian K. Vaughan     | Stuart Immonen                     | Wade von Grawbadger                             | Justin Ponsor                    | Stuart Immonen     | Ultimate X-Men 34 (Panini Comics)             | Settembre 2006 |
| 66  | Gennaio 2006   | Date Night                          | Date Night                          | Tutto in una notte           | Tutto in una notte           | Robert Kirkman       | Tom Raney                          | Scott Hanna                                     | Gina Raney                       | Tom Raney          | Ultimate X-Men 35 (Panini Comics)             | Novembre 2006  |
| 67  | Febbraio 2006  | Date Night                          | Date Night                          | Tutto in una notte           | Tutto in una notte           | Robert Kirkman       | Tom Raney                          | Scott Hanna                                     | Gina Raney                       | Tom Raney          | Ultimate X-Men 35 (Panini Comics)             | Novembre 2006  |
| 68  | Marzo 2006     | Date Night                          | Date Night                          | Tutto in una notte           | Tutto in una notte           | Robert Kirkman       | Tom Raney                          | Scott Hanna                                     | Gina Raney                       | Tom Raney          | Ultimate X-Men 36 (Panini Comics)             | Gennaio 2007   |
| 69  | Aprile 2006    | Phoenix?                            | Phoenix?                            | Fenice?                      | Fenice?                      | Robert Kirkman       | Ben Oliver                         | Jonathan Glapion e Jay Leisten                  | Jason Keith                      | Ben Oliver         | Ultimate X-Men 36 (Panini Comics)             | Gennaio 2007   |
| 70  | Maggio 2006    | Phoenix?                            | Phoenix?                            | Fenice?                      | Fenice?                      | Robert Kirkman       | Ben Oliver                         | Jonathan Glapion                                | Jason Keith                      | Ben Oliver         | Ultimate X-Men 37 (Panini Comics)             | Marzo 2007     |
| 71  | Giugno 2006    | Phoenix?                            | Phoenix?                            | Fenice?                      | Fenice?                      | Robert Kirkman       | Ben Oliver                         | Jonathan Glapion                                | Jason Keith                      | Ben Oliver         | Ultimate X-Men 37 (Panini Comics)             | Marzo 2007     |
| 72  | Luglio 2006    | Magical                             | Magical                             | Magia                        | Magia                        | Robert Kirkman       | Tom Raney                          | Scott Hanna                                     | Gina Raney                       | Tom Raney          | Ultimate X-Men 38 (Panini Comics)             | Maggio 2007    |
| 73  | Agosto 2006    | Magical                             | Magical                             | Magia                        | Magia                        | Robert Kirkman       | Tom Raney                          | Scott Hanna                                     | Gina Raney e June Chung          | Tom Raney          | Ultimate X-Men 38 (Panini Comics)             | Maggio 2007    |
| 74  | Settembre 2006 | Magical: Conclusion                 | Magical: Conclusion                 | Magia                        | Magia                        | Robert Kirkman       | Tom Raney                          | Scott Hanna                                     | Gina Raney                       | Tom Raney          | Ultimate X-Men 39 (Panini Comics)             | Giugno 2007    |
| 75  | Ottobre 2006   | Cable                               | Cable                               | Cable                        | Cable                        | Robert Kirkman       | Ben Oliver                         | Ben Oliver                                      | Jason Keith                      | Michael Turner     | Ultimate X-Men 40 (Panini Comics)             | Luglio 2007    |
| 75  | Ottobre 2006   | Extracurricular                     | Extracurricular                     | Extracurricular              | Extracurricular              | Sean McKeever        | Mark Brooks                        | Jaime Mendoza                                   | John Rauch                       | Michael Turner     | Ultimate X-Men 53 (Panini Comics)             | Settembre 2009 |
| 76  | Novembre 2006  | Cable                               | Cable                               | Cable                        | Cable                        | Robert Kirkman       | Ben Oliver                         | Ben Oliver                                      | Jason Keith                      | Ben Oliver         | Ultimate X-Men 40 (Panini Comics)             | Luglio 2007    |
| 77  | Dicembre 2006  | Cable                               | Cable                               | Cable                        | Cable                        | Robert Kirkman       | Yanick Paquette                    | Serge LaPointe                                  | Stephane Peru                    | Ben Oliver         | Ultimate X-Men 41 (Panini Comics)             | Settembre 2007 |
| 78  | Gennaio 2007   | Cable: Conclusion                   | Cable: Conclusion                   | Cable                        | Cable                        | Robert Kirkman       | Ben Oliver                         | Ben Oliver                                      | Jason Keith                      | Ben Oliver         | Ultimate X-Men 41 (Panini Comics)             | Settembre 2007 |
| 79  | Febbraio 2007  | Aftermath                           | Aftermath                           | Conseguenze                  | Conseguenze                  | Robert Kirkman       | Yanick Paquette                    | Serge LaPointe                                  | Stephane Peru                    | Yanick Paquette    | Ultimate X-Men 42 (Panini Comics)             | Novembre 2007  |
| 80  | Marzo 2007     | Aftermath                           | Aftermath                           | Conseguenze                  | Conseguenze                  | Robert Kirkman       | Yanick Paquette                    | Serge LaPointe                                  | Stephane Peru                    | Yanick Paquette    | Ultimate X-Men 42 (Panini Comics)             | Novembre 2007  |
| 81  | Aprile 2007    | Cliffhangers                        | Cliffhangers                        | Prologhi                     | Prologhi                     | Robert Kirkman       | Ben Oliver                         | Ben Oliver e Pat Davidson                       | José Villarrubia                 | Yanick Paquette    | Ultimate X-Men 43 (Panini Comics)             | Gennaio 2008   |
| 82  | Maggio 2007    | The Underneath                      | The Underneath                      | Nel sottosuolo               | Nel sottosuolo               | Robert Kirkman       | Pascal Alixe                       | Danny Miki e Victor Olazaba                     | José Villarrubia                 | Yanick Paquette    | Ultimate X-Men 43 (Panini Comics)             | Gennaio 2008   |
| 83  | Giugno 2007    | The Underneath                      | The Underneath                      | Nel sottosuolo               | Nel sottosuolo               | Robert Kirkman       | Pascal Alixe                       | Danny Miki, Allen Martinez e Victor Olazaba     | José Villarrubia                 | Yanick Paquette    | Ultimate X-Men 44 (Panini Comics)             | Marzo 2008     |
| 84  | Luglio 2007    | Sentinels                           | Sentinels                           | Sentinelle                   | Sentinelle                   | Robert Kirkman       | Yanick Paquette                    | Serge LaPointe                                  | Stephane Peru                    | Yanick Paquette    | Ultimate X-Men 44 (Panini Comics)             | Marzo 2008     |
| 85  | Agosto 2007    | Sentinels                           | Sentinels                           | Sentinelle                   | Sentinelle                   | Robert Kirkman       | Yanick Paquette                    | Serge LaPointe                                  | Stephane Peru                    | Yanick Paquette    | Ultimate X-Men 45 (Panini Comics)             | Maggio 2008    |
| 86  | Settembre 2007 | Sentinels                           | Sentinels                           | Sentinelle                   | Sentinelle                   | Robert Kirkman       | Yanick Paquette                    | Serge LaPointe e Karl C. Story                  | Stephane Peru                    | Yanick Paquette    | Ultimate X-Men 45 (Panini Comics)             | Maggio 2008    |
| 87  | Ottobre 2007   | Sentinels                           | Sentinels                           | Sentinelle                   | Sentinelle                   | Robert Kirkman       | Yanick Paquette                    | Serge LaPointe e Karl C. Story                  | Stephane Peru                    | Yanick Paquette    | Ultimate X-Men 46 (Panini Comics)             | Luglio 2008    |
| 88  | Dicembre 2007  | Sentinels: Epilogue                 | Sentinels: Epilogue                 | Sentinelle                   | Sentinelle                   | Robert Kirkman       | Yanick Paquette e Salvador Larroca | Serge LaPointe, Kris Justice e Salvador Larroca | Stephane Peru                    | Yanick Paquette    | Ultimate X-Men 46 (Panini Comics)             | Luglio 2008    |
| 89  | Dicembre 2007  | Shadow King                         | Shadow King                         | Il re ombra                  | Il re ombra                  | Robert Kirkman       | Salvador Larroca                   | Salvador Larroca                                | Stephane Peru                    | Yanick Paquette    | Ultimate X-Men 47 (Panini Comics)             | Settembre 2008 |
| 90  | Gennaio 2008   | Apocalypse                          | Apocalypse                          | Apocalisse                   | Apocalisse                   | Robert Kirkman       | Salvador Larroca                   | Salvador Larroca                                | Stephane Peru                    | Salvador Larroca   | Ultimate X-Men 47 (Panini Comics)             | Settembre 2008 |
| 91  | Febbraio 2008  | Apocalypse                          | Apocalypse                          | Apocalisse                   | Apocalisse                   | Robert Kirkman       | Salvador Larroca                   | Salvador Larroca                                | Stephane Peru                    | Salvador Larroca   | Ultimate X-Men 48 (Panini Comics)             | Novembre 2008  |
| 92  | Marzo 2008     | Apocalypse                          | Apocalypse                          | Apocalisse                   | Apocalisse                   | Robert Kirkman       | Salvador Larroca                   | Salvador Larroca                                | Paul Mounts                      | Salvador Larroca   | Ultimate X-Men 48 (Panini Comics)             | Novembre 2008  |
| 93  | Aprile 2008    | Apocalypse: Conclusion              | Apocalypse: Conclusion              | Apocalisse                   | Apocalisse                   | Robert Kirkman       | Harvey Tolibao                     | Harvey Tolibao                                  | Jay David Ramos                  | Salvador Larroca   | Ultimate X-Men 49 (Panini Comics)             | Gennaio 2009   |
| 94  | Maggio 2008    | Absolute Power                      | Absolute Power                      | Potere Assoluto              | Potere Assoluto              | Aron Coleite         | Mark Brooks                        | Jaime Mendoza e Troy Hubbs                      | Edgar Delgado                    | Gabriele Dell'Otto | Ultimate X-Men 49 (Panini Comics)             | Gennaio 2009   |
| 95  | Giugno 2008    | Absolute Power                      | Absolute Power                      | Potere Assoluto              | Potere Assoluto              | Aron Coleite         | Mark Brooks e Brandon Peterson     | Jaime Mendoza e Brandon Peterson                | Edgar Delgado                    | Gabriele Dell'Otto | Ultimate X-Men 50 (Panini Comics)             | Marzo 2009     |
| 96  | Luglio 2008    | Absolute Power                      | Absolute Power                      | Potere Assoluto              | Potere Assoluto              | Aron Coleite         | Clay Mann e Brandon Peterson       | Carlos Cuevas e Brandon Peterson                | Edgar Delgado                    | Gabriele Dell'Otto | Ultimate X-Men 50 (Panini Comics)             | Marzo 2009     |
| 97  | Agosto 2008    | Absolute Power                      | Absolute Power                      | Potere Assoluto              | Potere Assoluto              | Aron Coleite         | Mark Brooks                        | Jaime Mendoza                                   | Edgar Delgado                    | Gabriele Dell'Otto | Ultimate X-Men 50 (Panini Comics)             | Marzo 2009     |
| 98  | Novembre 2008  | Ultimatum                           | Ultimatum                           | Ultimatum                    | Ultimatum                    | Aron E. Coleite      | Mark Brooks                        | Karl Story                                      | Edgar Delgado                    | Mark Brooks        | Ultimate X-Men 52 (Panini Comics)             | Luglio 2009    |
| 99  | Gennaio 2009   | Ultimatum                           | Ultimatum                           | Ultimatum                    | Ultimatum                    | Aron E. Coleite      | Mark Brooks e Dan Panosian         | Danny Miki, Karl Story e Victor Olazaba         | Edgar Delgado                    | Mark Brooks        | Ultimate X-Men 52 (Panini Comics)             | Luglio 2009    |
| 100 | Marzo 2009     | Ultimatum                           | Ultimatum                           | Ultimatum                    | Ultimatum                    | Aron E. Coleite      | Mark Brooks                        | Karl Story                                      | Edgar Delgado                    | Ed McGuinness      | Ultimate X-Men 53 (Panini Comics)             | Settembre 2009 |

| Data           | Edizione inglese                              | Titolo                              | Titolo italiano                             | Sceneggiatura              | Disegni                           | Chine                                 | Colori                                              | Copertina          | Prima edizione italiana                    | Data italiana  |
| -------------- | --------------------------------------------- | ----------------------------------- | ------------------------------------------- | -------------------------- | --------------------------------- | ------------------------------------- | --------------------------------------------------- | ------------------ | ------------------------------------------ | -------------- |
| Dicembre 2002  | Ultimate War                                  | Ultimates vs. Ultimate X-Men        | Ultimates contro X-Men                      | Mark Millar                | Chris Bachalo                     | Tim Townsend                          | Paul Mounts                                         | Chris Bachalo      | Ultimates 5 (Panini Comics)                | Luglio 2003    |
| Dicembre 2002  | Ultimate War                                  | Ultimates vs. Ultimate X-Men        | Ultimates contro X-Men                      | Mark Millar                | Chris Bachalo                     | Tim Townsend e Andy Owens             | Paul Mounts                                         | Chris Bachalo      | Ultimates 5 (Panini Comics)                | Luglio 2003    |
| Gennaio 2003   | Ultimate War                                  | Ultimates vs. Ultimate X-Men        | Ultimates contro X-Men                      | Mark Millar                | Chris Bachalo                     | Tim Townsend e Andy Owens             | Paul Mounts                                         | Chris Bachalo      | Ultimates 6 (Panini Comics)                | Settembre 2003 |
| Febbraio 2003  | Ultimate War                                  | Ultimates vs. Ultimate X-Men        | Ultimates contro X-Men                      | Mark Millar                | Chris Bachalo                     | Tim Townsend, Andy Owens e Aaron Sowd | Paul Mounts                                         | Chris Bachalo      | Ultimates 6 (Panini Comics)                | Settembre 2003 |
| Agosto 2005    | Ultimate X-Men Annual 1                       | Ultimate Sacrifice                  | Sacrificio                                  | Brian K. Vaughan           | Tom Raney                         | Scott Hanna                           | Gina Raney                                          | Stuart Immonen     | Ultimate X-Men 30 (Panini Comics)          | Febbraio 2006  |
| Dicembre 2005  | Ultimate X-Men / Fantastic Four               | Ultimate X4                         | Dobbiamo combattere contro gli X-men        | Mike Carey                 | Pasqual Ferry                     | Pasqual Ferry                         | June Chung, Dave McCaig, Paul Mounts e Rob Schwager | Pasqual Ferry      | Ultimate Fantastic Four 15 (Panini Comics) | Gennaio 2007   |
| Gennaio 2006   | Ultimate Fantastic Four / X-Men               | Ultimate X4                         | Dobbiamo combattere contro gli X-men        | Mike Carey                 | Pasqual Ferry e Leinil Francis Yu | Pasqual Ferry e Leinil Francis Yu     | Dave McCaig                                         | Pasqual Ferry      | Ultimate Fantastic Four 15 (Panini Comics) | Gennaio 2007   |
| Agosto 2006    | Ultimate X-Men Annual 2                       | Breaking Point                      | Punto di rottura                            | Robert Kirkman             | Salvador Larroca                  | Salvador Larroca                      | Jason Keith                                         | Salvador Larroca   | Ultimate X-Men 39 (Panini Comics)          | Giugno 2007    |
| Agosto 2006    | Ultimate X-Men Annual 2                       | Why Xavier's Cat Is Named "Mystique | Perchè la gatta di Xavier si chiama Mystica | Robert Kirkman             | Leinil Francis Yu                 | Leinil Francis Yu                     | Dean White                                          | Salvador Larroca   | Ultimate X-Men 40 (Panini Comics)          | Luglio 2007    |
| Settembre 2008 | Ultimate X-Men/Ultimate Fantastic Four Annual | X-Men vs. Fantastic Four            | Giorni di un futuro passato                 | Aron Coleite e Joe Pokaski | Dan Panosian e Mark Brooks        | Danny Miki e Troy Hubbs               | John Rauch e Antonio Fabela                         | Brandon Peterson   | Ultimate X-Men 51 (Panini Comics)          | Maggio 2009    |
| Settembre 2008 | Ultimate Fantastic Four/Ultimate X-Men Annual | Fantastic Four vs X-Men             | Giorni di un futuro passato                 | Aron Coleite e Joe Pokaski | Brandon Peterson e Eric Nguyen    | Brandon Peterson e Eric Nguyen        | John Rauch e Antonio Fabela                         | Brandon Peterson   | Ultimate X-Men 51 (Panini Comics)          | Maggio 2009    |
| Agosto 2009    | Ultimatum: X-Men - Requiem                    | Requiem                             | Ultimatum                                   | Aron E. Coleite            | Ben Oliver                        | Ben Oliver                            | Edgar Delgado                                       | Mark Brooks        | Ultimate Spider-Man 71 (Panini Comics)     | Febbraio 2010  |
| Marzo 2013     | Ultimate Comics Wolverine                     | Legacies                            | Eredità                                     | Cullen Bunn                | David Messina                     | Gary Erskine                          | Javier Tartaglia                                    | Arthur Adams       | Marvel Mega 85 (Panini Comics)             | Dicembre 2013  |
| Marzo 2013     | Ultimate Comics Wolverine                     | Legacies                            | Eredità                                     | Cullen Bunn                | David Messina                     | Gary Erskine                          | Javier Tartaglia                                    | Axel Torvenius     | Marvel Mega 85 (Panini Comics)             | Dicembre 2013  |
| Aprile 2013    | Ultimate Comics Wolverine                     | Legacies                            | Eredità                                     | Cullen Bunn                | David Messina                     | Gary Erskine e Gaetano Carlucci       | Javier Tartaglia                                    | Axel Torvenius     | Marvel Mega 85 (Panini Comics)             | Dicembre 2013  |
| Maggio 2013    | Ultimate Comics Wolverine                     | Legacies                            | Eredità                                     | Cullen Bunn                | David Messina                     | Gary Erskine                          | Javier Tartaglia                                    | Axel Torvenius     | Marvel Mega 85 (Panini Comics)             | Dicembre 2013  |
| Novembre 2013  | Cataclysm: Ultimate Comics X-Men              | n/a                                 | Cataclisma                                  | Joshua Hale Fialkov        | Alvaro Martinez                   | John Lucas                            | Jordie Bellaire                                     | Mariusz Siergiejew | Ultimate Comics 28 (Panini Comics)         | Settembre 2014 |
| Dicembre 2013  | Cataclysm: Ultimate Comics X-Men              | n/a                                 | Cataclisma                                  | Joshua Hale Fialkov        | Alvaro Martinez                   | John Lucas                            | Jordie Bellaire                                     | Fabio Listrani     | Ultimate Comics 28 (Panini Comics)         | Settembre 2014 |
| Gennaio 2013   | Cataclysm: Ultimate Comics X-Men              | n/a                                 | Cataclisma                                  | Joshua Hale Fialkov        | Alvaro Martinez                   | John Lucas e Raul Fernandez           | Jordie Bellaire                                     | Igor Kieryluk      | Ultimate Comics 28 (Panini Comics)         | Settembre 2014 |

| Data          | Titolo                          | Titolo italiano | Titolo italiano             | Sceneggiatura | Disegni      | Chine       | Colori            | Copertina    | Prima edizione italiana           | Data italiana |
| ------------- | ------------------------------- | --------------- | --------------------------- | ------------- | ------------ | ----------- | ----------------- | ------------ | --------------------------------- | ------------- |
| Febbraio 2010 | His Father's Son                | Origini         | Figlio di suo padre         | Jeph Loeb     | Arthur Adams | Mark Roslan | Peter Steigerwald | Arthur Adams | Ultimate Comics 7 (Panini Comics) | Ottobre 2011  |
| Aprile 2010   | Who Is Karen Grant?             | Origini         | Chi è Karen Grant?          | Jeph Loeb     | Arthur Adams | Mark Roslan | Peter Steigerwald | Arthur Adams | Ultimate Comics 8 (Panini Comics) | Novembre 2011 |
| Giugno 2010   | Who or What is Derek Morgan?    | Origini         | Chi o cos'è Derek Morgan?   | Jeph Loeb     | Arthur Adams | Mark Roslan | Peter Steigerwald | Arthur Adams | Ultimate Comics 8 (Panini Comics) | Novembre 2011 |
| Marzo 2011    | Whatever happened to Liz Allen? | Origini         | Cos'è successo a Liz Allen? | Jeph Loeb     | Arthur Adams | Mark Roslan | Peter Steigerwald | Arthur Adams | Ultimate Comics 9 (Panini Comics) | Dicembre 2011 |
| Giugno 2011   | What is Ultimate X?             | Origini         | Cos'è Ultimate X?           | Jeph Loeb     | Arthur Adams | Mark Roslan | Peter Steigerwald | Arthur Adams | Ultimate Comics 9 (Panini Comics) | Dicembre 2011 |

| Nr.  | Data           | Titolo                           | Titolo                           | Titolo italiano            | Titolo italiano            | Sceneggiatura                 | Disegni                         | Chine                         | Colori                           | Copertina       | Prima edizione italiana            | Data italiana |
| ---- | -------------- | -------------------------------- | -------------------------------- | -------------------------- | -------------------------- | ----------------------------- | ------------------------------- | ----------------------------- | -------------------------------- | --------------- | ---------------------------------- | ------------- |
| 1    | Settembre 2011 | Chapter One                      | Chapter One                      | Braccati                   | Braccati                   | Nick Spencer                  | Paco Medina                     | Juan Vlasco                   | Marte Gracia                     | Kaare Andrews   | Ultimate Comics 12 (Panini Comics) | Giugno 2012   |
| 2    | Ottobre 2011   | Chapter Two                      | Chapter Two                      | Braccati                   | Braccati                   | Nick Spencer                  | Paco Medina                     | Juan Vlasco                   | Marte Gracia                     | Kaare Andrews   | Ultimate Comics 12 (Panini Comics) | Giugno 2012   |
| 3    | Novembre 2011  | Chapter Three                    | Chapter Three                    | Braccati                   | Braccati                   | Nick Spencer                  | Paco Medina                     | Juan Vlasco                   | Marte Gracia                     | Kaare Andrews   | Ultimate Comics 13 (Panini Comics) | Agosto 2012   |
| 4    | Dicembre 2011  | Chapter Four                     | Chapter Four                     | Braccati                   | Braccati                   | Nick Spencer                  | Paco Medina                     | Juan Vlasco                   | Marte Gracia                     | Kaare Andrews   | Ultimate Comics 13 (Panini Comics) | Agosto 2012   |
| 5    | Dicembre 2011  | Chapter Five                     | Chapter Five                     | Braccati                   | Braccati                   | Nick Spencer                  | Paco Medina                     | Juan Vlasco                   | David Curiel                     | Kaare Andrews   | Ultimate Comics 14 (Panini Comics) | Ottobre 2012  |
| 6    | Gennaio 2012   | Betrayal!                        | Betrayal!                        | Braccati                   | Braccati                   | Nick Spencer                  | Paco Medina e Carlo Barberi     | Juan Vlasco                   | Rex Lokus                        | Kaare Andrews   | Ultimate Comics 14 (Panini Comics) | Ottobre 2012  |
| 7    | Febbraio 2012  | Spellbound!                      | Spellbound!                      | Stregato!                  | Stregato!                  | Nick Spencer                  | Carlo Barberi                   | Walden Wong                   | Marte Gracia                     | Kaare Andrews   | Ultimate Comics 15 (Panini Comics) | Dicembre 2012 |
| 8    | Febbraio 2012  | The Trouble With Telepaths!      | The Trouble With Telepaths!      | Troppi telepati!           | Troppi telepati!           | Nick Spencer                  | Carlo Barberi                   | Walden Wong e Juan Vlasco     | Marte Gracia                     | Kaare Andrews   | Ultimate Comics 15 (Panini Comics) | Dicembre 2012 |
| 9    | Marzo 2012     | Caged Steel!                     | Caged Steel!                     | Acciaio in gabbia!         | Acciaio in gabbia!         | Nick Spencer                  | Paco Medina                     | Juan Vlasco                   | Marte Gracia                     | Kaare Andrews   | Ultimate Comics 16 (Panini Comics) | Febbraio 2013 |
| 10   | Aprile 2012    | Mutants Behind Bars!             | Mutants Behind Bars!             | Mutanti dietro le sbarre!  | Mutanti dietro le sbarre!  | Nick Spencer                  | Paco Medina                     | Juan Vlasco                   | Marte Gracia e Chris Sotomayor   | Kaare Andrews   | Ultimate Comics 16 (Panini Comics) | Febbraio 2013 |
| 11   | Maggio 2012    | Night of the Sentinels!          | Night of the Sentinels!          | La notte delle Sentinelle! | La notte delle Sentinelle! | Nick Spencer                  | Paco Medina                     | Juan Vlasco                   | Marte Gracia                     | Kaare Andrews   | Ultimate Comics 17 (Panini Comics) | Aprile 2013   |
| 12   | Maggio 2012    | n/a                              | n/a                              | La cattura di Havok        | La cattura di Havok        | Nick Spencer                  | Paco Medina                     | Juan Vlasco e Walden Wong     | Marte Gracia                     | Kaare Andrews   | Ultimate Comics 17 (Panini Comics) | Aprile 2013   |
| 13   | Giugno 2012    | Born Free                        | Born Free                        | Nata libera                | Nata libera                | Brian Wood                    | Paco Medina e Reilly Brown      | Juan Vlasco e Terry Pallot    | Marte Gracia                     | Kaare Andrews   | Ultimate Comics 18 (Panini Comics) | Giugno 2013   |
| 14   | Luglio 2012    | Divided We Fall                  | Road Worn                        | Divisi cadiamo             | Sulla strada               | Brian Wood                    | Paco Medina e Reilly Brown      | Juan Vlasco e Terry Pallot    | Marte Gracia                     | Dave Johnson    | Ultimate Comics 18 (Panini Comics) | Giugno 2013   |
| 15   | Agosto 2012    | Divided We Fall                  | n/a                              | Divisi cadiamo             | Sulla strada               | Brian Wood                    | Paco Medina                     | Juan Vlasco                   | Marte Gracia                     | Phil Noto       | Ultimate Comics 19 (Panini Comics) | Agosto 2013   |
| 16   | Settembre 2012 | United We Stand                  | United We Stand                  | Uniti vinciamo             | Uniti vinciamo             | Brian Wood                    | Carlo Barberi e Paco Medina     | Carlo Barberi e Juan Vlasco   | Marte Gracia                     | Dave Johnson    | Ultimate Comics 19 (Panini Comics) | Agosto 2013   |
| 17   | Ottobre 2012   | United We Stand                  | United We Stand                  | Uniti vinciamo             | Uniti vinciamo             | Brian Wood                    | Carlo Barberi                   | Juan Vlasco                   | Marte Gracia                     | Dave Johnson    | Ultimate Comics 20 (Panini Comics) | Ottobre 2013  |
| 18   | Ottobre 2012   | United We Stand                  | United We Stand                  | Uniti vinciamo             | Uniti vinciamo             | Brian Wood                    | Carlo Barberi e Agustin Padilla | Juan Vlasco                   | Marte Gracia                     | Dave Johnson    | Ultimate Comics 20 (Panini Comics) | Ottobre 2013  |
| 18.1 | Novembre 2012  | At the Speed of Mach Two         | At the Speed of Mach Two         | A velocità Mach Due        | A velocità Mach Due        | Brian Wood                    | Filipe Andrade                  | Filipe Andrade                | Jean-François Beaulieu           | Sara Pichelli   | Ultimate Comics 21 (Panini Comics) | Dicembre 2013 |
| 19   | Novembre 2012  | Reservation X                    | Reservation X                    | Riseva X                   | Riseva X                   | Brian Wood                    | Carlo Barberi                   | Juan Vlasco                   | Jesus Aburtov                    | Dave Johnson    | Ultimate Comics 21 (Panini Comics) | Dicembre 2013 |
| 20   | Dicembre 2012  | Reservation X                    | Reservation X                    | Riseva X                   | Riseva X                   | Brian Wood                    | Carlo Barberi                   | Juan Vlasco                   | Jesus Aburtov                    | Dave Johnson    | Ultimate Comics 22 (Panini Comics) | Gennaio 2014  |
| 21   | Gennaio 2013   | Reservation X                    | Reservation X                    | Riseva X                   | Riseva X                   | Brian Wood e Nathan Edmondson | Carlo Barberi e David Baldeón   | Juan Vlasco e Jordi Tarragona | Jesus Aburtov e Javier Tartaglia | Michael Ryan    | Ultimate Comics 22 (Panini Comics) | Gennaio 2014  |
| 22   | Febbraio 2013  | Reservation X: Conclusion        | Reservation X: Conclusion        | Riseva X                   | Riseva X                   | Brian Wood e Nathan Edmondson | Carlo Barberi                   | Juan Vlasco                   | Jesus Aburtov                    | Dave Johnson    | Ultimate Comics 22 (Panini Comics) | Gennaio 2014  |
| 23   | Febbraio 2013  | Stormfront                       | Stormfront                       | Di fronte alla tempesta    | Di fronte alla tempesta    | Brian Wood                    | Carlo Barberi                   | Don Ho                        | Jesus Aburtov                    | Greg Land       | Ultimate Comics 23 (Panini Comics) | Febbraio 2014 |
| 24   | Marzo 2013     | Natural Resources                | Natural Resources                | Risorse naturali           | Risorse naturali           | Brian Wood                    | Mahmud Asrar                    | Juan Vlasco                   | Jordie Bellaire                  | Dave Johnson    | Ultimate Comics 23 (Panini Comics) | Febbraio 2014 |
| 25   | Aprile 2013    | Natural Resources                | Natural Resources                | Risorse naturali           | Risorse naturali           | Brian Wood                    | Mahmud Asrar                    | Juan Vlasco                   | Jordie Bellaire                  | Dave Johnson    | Ultimate Comics 24 (Panini Comics) | Marzo 2014    |
| 26   | Maggio 2013    | Natural Resources                | Natural Resources                | Risorse naturali           | Risorse naturali           | Brian Wood                    | Mahmud Asrar                    | Juan Vlasco                   | Jordie Bellaire                  | Dave Johnson    | Ultimate Comics 24 (Panini Comics) | Marzo 2014    |
| 27   | Giugno 2013    | Natural Resources                | Natural Resources                | Risorse naturali           | Risorse naturali           | Brian Wood                    | Mahmud Asrar                    | Juan Vlasco                   | Jordie Bellaire                  | Dave Johnson    | Ultimate Comics 25 (Panini Comics) | Marzo 2014    |
| 28   | Giugno 2013    | Natural Resources: Utopia United | Natural Resources: Utopia United | Risorse naturali           | Risorse naturali           | Brian Wood                    | Mahmud Asrar                    | Juan Vlasco                   | Jordie Bellaire                  | Dave Johnson    | Ultimate Comics 25 (Panini Comics) | Marzo 2014    |
| 29   | Luglio 2013    | World War X                      | World War X                      | Guerra Mondiale X          | Guerra Mondiale X          | Brian Wood                    | Alvaro Martinez                 | John Lucas                    | Chris Sotomayor                  | Gabriel Hardman | Ultimate Comics 26 (Panini Comics) | Maggio 2014   |
| 30   | Agosto 2013    | World War X                      | World War X                      | Guerra Mondiale X          | Guerra Mondiale X          | Brian Wood                    | Alvaro Martinez                 | John Lucas                    | Chris Sotomayor                  | Gabriel Hardman | Ultimate Comics 26 (Panini Comics) | Maggio 2014   |
| 31   | Settembre 2013 | World War X                      | World War X                      | Guerra Mondiale X          | Guerra Mondiale X          | Brian Wood                    | Alvaro Martinez                 | John Lucas                    | Chris Sotomayor                  | Gabriel Hardman | Ultimate Comics 27 (Panini Comics) | Giugno 2014   |
| 32   | Ottobre 2013   | World War X                      | World War X                      | Guerra Mondiale X          | Guerra Mondiale X          | Brian Wood                    | Alvaro Martinez                 | John Lucas                    | Chris Sotomayor                  | Gabriel Hardman | Ultimate Comics 27 (Panini Comics) | Giugno 2014   |
| 33   | Ottobre 2013   | World War X: Conclusion          | World War X: Conclusion          | Guerra Mondiale X          | Guerra Mondiale X          | Brian Wood                    | Alvaro Martinez                 | John Lucas                    | Chris Sotomayor                  | Gabriel Hardman | Ultimate Comics 27 (Panini Comics) | Giugno 2014   |

## Fuori serie

### Ultimate Comics Wolverine
Mentre il campo base di Utopia sta prendendo forma, Jimmy Hudson si mette a riascoltare le ultime parole che "suo padre", Wolverine, gli ha lasciato all'interno di un dispositivo olografico. Mentre lo fa, un mutante tecnopate della riserva, Garab Bashur alias Black Box, percepisce un segnale provenire dal dispositivo. Grazie al ragazzo, Jimmy scopre che l'oggetto nasconde un segreto, ovvero una mappa del globo con numerosi bersagli e dossier, e una misterioso frase "Mamma sta richiamando i suoi figli a casa". Secondo Black Box sembra che si sia attivata in seguito a qualcosa, uno stimolo esterno.
Jimmy vuole scoprirne di più e dopo essersi consultato con Kitty si allontana in gran segreto dalla riserva, con il giovane Garab al seguito.
A Parigi nel frattempo Pietro Lehnsherr interviene contro un agente informatico che era sul punto di eliminare tutti i file di un progetto segreto denominato Mothervine, in seguito ad una chiamata che lo definiva come compromesso.
Circa vent'anni prima, Wolverine lavorava per lo S.H.I.E.L.D. con una sua squadra di agenti per ottenere i risultati di un certo progetto sviluppato da un'organizzazione denominata H.E.L.L (Human Engineering Life Laboratories) che aveva come obbiettivo la formazione armi biologiche e di esperimenti sul genoma, un progetto denominato Mothervine. Ne avevano visto un esempio in occasione di un attentato ad un politico in Missouri. Sulle sue tracce si era messa pure una agente freelance estremamente pericolosa, Magda Lehnsherr denominata "La Strega", che lavorava per un altro gruppo interessato.
I due prendono d'assalto contemporaneamente uno dei laboratori della H.E.L.L. posta sotto una clinica della fertilità del Connecticut, bloccati i tentativi degli scienziati di cancellare i dati delle ricerche e scaricati tutti i dati relativi alle stesse, i due decidono di imbastire una tregua, dato che in fondo erano "vecchie conoscenze".
Durante un "interrogatorio" presso un motel di Grant Park, i due vengono a patti, dato che entrambi i loro datori di lavoro volevano la distruzione del progetto, Logan la lascia andare, sapendo di non averle lasciato niente in mano.
Nel presente Jimmy e Black Box raggiungono la Florida, uno dei luoghi contrassegnati dalla mappa olografica e dopo una beve sosta per osservare da lontano come procede la vita dei genitori adottivi di Jimmy, i coniugi Hudson, puntano ad un'infiltrazione notturna presso il loro bersaglio: una clinica della fertilità di Miami. Qui i due scoprono un laboratorio sotterraneo e nonostante la tecnologia e i mezzi "antichi" del luogo, riescono a capire di più al riguardo agli esperimenti che si conducevano laggiù: scoprono che il progetto Mothervine aveva il fine di trasformare la mutazione che caratterizza quelli come loro in un'arma che si potesse attivare per comando.
La ricerca viene interrotta da un gruppo di mercenari guidati da un uomo ossessionato da Wolverine, Kyle Gibney, altrimenti chiamato Wildchild, il cui incarico è quello di eliminare tutto ciò che a che fare con i progetti della H.E.L.L. in seguito alla compromissione del progetto (il motivo che ha fatto scattare il segnale del dispositivo di Jimmy). I due giovani mutanti hanno la peggio con Black box svenuto e Jimmy ferito allo stomaco al suolo, ma a tirarli fuori dai guai giunge Quicksilver che con una feroce brutalità scuoia a super velocità i mercenari e torce il collo a Wildchild.
Il velocista ex-membro degli Ultimates invita poi Jimmy a rialzarsi, chiamandolo fratello.
Il giorno dopo Pietro lo porta in un centro commerciale per spiegargli ogni cosa: lui e Jimmy sono fratellastri per parte di madre, e che il progetto Mothervine consisteva in pratica nell'iniettare a centinaia di madri incinte un farmaco che avrebbe prodotto nei loro figli i geni della mutazione, una mutazione che poteva essere attivata tramite un comando vocale. Quicksilver vuole quel siero perché in tal modo pensa di poter salvare la razza mutante, di poter lavare il sangue che a causa degli aventi riguardanti le Nimrod ha ricoperto le sue mani.
E gli rivela che il segreto di quella formula si trova dentro di lui, nel suo sangue: infatti Magda, prima di lasciare il motel dove aveva passato la notte con Logan tanti anni prima in Connecticut, si era iniettata il farmaco per poi estrarre i dati una volta al sicuro, senza quindi che il mutante se ne accorgesse.
Jimmy però decide di non collaborare quando capisce la follia del fratello e di come quelle persone infette dal Mothervine non fossero altro che armi e non mutanti. Pietro a quel punto decide di stordirlo e di trascinarlo via, essendo prezioso per la sua causa.
Jimmy si risveglia tempo dopo in una delle celle della base di Pietro, e ritrova Black Box che lo informa che grazie ai suoi poteri possono aprire le celle e bloccare le telecamere di sorveglianza. Il giovane mutante non desidera altro che fermare il fratello, così organizzano un piano.
Alterano la trasmissione delle telecamere facendo credere a Quicksilver che stanno uscendo dalle celle. Il velocista accorre per fermarli ma dal pavimento spuntano gli artigli di Jimmy che lo feriscono alla gamba destra. Prima che Pietro potesse vedere le immagini, Jimmy e Garab erano già usciti e il primo si era nascosto sotto il pavimento a pannelli per tendergli una trappola.
Dopo un ultimo scontro verbale Pietro riprende l'attacco, ferendo Jimmy e stordendo Black Box. Inveendo contro l'ingiustizia che sembra avvolgerlo Pietro afferra il fratellastro e lo trascina ad alta velocità, talmente elevata da iniziare a scorticare la pelle del ragazzo, che reagisce, probabilmente inconsciamente, ricoprendo i propri denti di una strana sostanza, rendendoli aguzzi e resistenti, e poi mordendo lo spallaccio del fratello frantumandolo e bloccandolo sanguinante.
Vedendolo ferito Jimmy gli rammenta che è un bene che non sia come suo padre altrimenti è probabile che lo avrebbe ucciso. Pietro gli replica che ucciderlo segnerebbe il destino della razza mutante. A quel punto Jimmy afferma che la loro razza non può rinascere sulle vite di innocenti e che lui è l'ultima persona, dati i precedenti, che può salvare qualcuno.
In preda all'ira, Pietro lo riassale ma all'improvviso alcuni spari riecheggiano ed entrambi i fratelli si ritrovano riversi al suolo; Jimmy un istante prima di svenire vede Magda, la sua vera madre, cosa che lei stessa afferma.
Anni prima a Calcutta Wolverine ritrovò Magda dopo che essa aveva appena partorito un bambino, il suo, figlio di quella notte al motel di Grant Park in Connecticut. Scopre che il campione di Mothervine che era riuscito a sottrarre se lo era iniettato non sapendo ancora di essere incinta. Wolverine le dice che le cose non cambiano, che lei possiede ancora il segreto di Mothervine; lei gli fa notare però che sì, era vero che quel siero era molto di più di un produci-armi, ma che se lo volevano dovevano avere sia lei viva che il bambino.
La donna non se la sente di far passare anche al piccolo lo stesso destino dei suoi due primi figli Wanda e Pietro, presi da Magneto una volta che scoprì la natura di agente della donna, e così, conscia che loro due non sono adatti a crescere dei figli per via del lavoro che fanno, chiede a Logan di prendere il bambino e di affidarlo a qualcuno di sua fiducia, per dargli una possibilità. Il mutante è disorientato e non sa bene che fare ma alla fine acconsente. Così mentre Magda fa da esca alla squadra di Logan, lui diserta. Tempo dopo si ritrova a Port St. Lucie in Florida per chiedere agli Hudson se potessero prendersi cura del piccolo. Il suo desiderio è che una volta cresciuto sia una brava persona, e per far sì che questo si realizzi c'è bisogno di una brava famiglia, come la loro.
Nel presente, dopo lo scontro con Quicksilver, Jimmy e Black Box tornano alla riserva. Il tecnopate gli dice di avere in memoria tutte le informazioni riguardo Mothervine, le uniche rimaste dopo l'azzeramento dei files. Jimmy non se mostra interessato, neppure al saperne di più dei suoi veri genitori dato che quelli che lo hanno cresciuto e allevato vivono in Florida. Essi, anche se non erano probabilmente coscienti di cosa sarebbe diventato, lo hanno preparato, lo hanno reso ciò che è adesso.
E alla domanda di Garab su chi fosse adesso, lui gli risponde "Wolverine", sorreggendo una divisa gialla e nera.
Nel frattempo in un luogo segreto, Pietro Lehnsherr si risveglia medicato e in via di guarigione; riceve inoltre la visita di una donna misteriosa, che lo mette in allarme, e che dice di aver bisogno del suo aiuto.